# Cyprès du Portugal
Cupressus lusitanica
Espèce
Classification phylogénétique
Statut de conservation UICN

 LC  : Préoccupation mineure
Le cyprès du Portugal, ou cyprès du Mexique, est un arbre de la famille des Cupressacées originaire du sud de l'Amérique du nord et d'Amérique centrale, cultivé comme arbre d'ornement dans les parcs et grands jardins.
Le nom spécifique, lusitanica (c’est-à-dire de Lusitanie, ancien nom du Portugal), lui a été donné par le botaniste britannique Philip Miller qui l'a décrit en 1768. Cette espèce était cultivée en Grande-Bretagne depuis 1682, année où elle fut importée du Portugal. Ce cyprès fut en effet importé pour la première fois en Europe par des moines espagnols qui le plantèrent au monastère de Buçaco, près de Coimbra au Portugal vers 1634. Ces arbres avaient donc plus de 130 ans quand Miller fit la description de l'espèce. On a longtemps cru qu'ils avaient été introduits par des moines portugais depuis Goa.
Ils ont été retrouvés en 1839 par le botaniste allemand Karl Theodor Hartweg dans leur habitat originel au Mexique.
Noms vernaculaires : cyprès du Portugal, cyprès de Goa, cyprès du Mexique, cyprès de Bentham (variété), cèdre de Goa.

## Distribution
Cette espèce est originaire du Mexique et des régions voisines d'Amérique centrale (Guatemala, Belize, Nicaragua, El Salvador).
Elle croît en montagne à des altitudes comprises entre 500 et 4000 mètres.

## Description
Le cyprès du Portugal est un arbre toujours vert qui peut atteindre 20 à 30 mètres de haut, voire 40 mètres. Sa forme générale est conique-ovoïde.
Le feuillage forme des rameaux denses, de couleur vert foncé variant vers le vert jaunâtre.
Les feuilles, en forme d'écailles de 2 à 5 mm de long, recouvrent des ramules arrondies (et non pas aplaties).
Les cônes femelles sont de forme globuleuse à oblongue, de 10 à 20 mm de long. Ils sont constitués de 4 à 10 écailles, vertes au début, tournant au brun ou gris brun à maturité environ 25 mois après la pollinisation.
Les cônes peuvent s'ouvrir dès la maturité pour libérer les graines, ou bien rester fermés pendant plusieurs années, ne s'ouvrant qu'après la disparition de l'arbre géniteur à la suite d'un incendie de forêt, permettant ainsi aux graines de coloniser le terrain découvert.
Les cônes mâles sont plus petits, 3 à 5 mm de long.

## Classification
Il existe deux variétés, traitées comme des espèces distinctes par certains botanistes :
- Cupressus lusitanica var. lusitanica (syn. C. lindleyi) - le cyprès du Portugal proprement dit. Le feuillage forme des rameaux à trois dimensions, avec des ramules disposées dans deux plans. On le trouve dans les régions de plus faible pluviométrie.
- Cupressus lusitanica var. benthamii (syn. C. benthamii) - le cyprès de Bentham. Le feuillage forme des rameaux aplatis, avec des ramules toutes dans un seul plan. On le trouve dans les régions de plus forte pluviométrie.

## Utilisation et culture
Le cyprès du Portugal est un arbre largement cultivé, tant comme arbre d'ornement que pour la production de grumes, dans les régions tempérées chaudes et subtropicales du monde entier.
Sa culture et la naturalisation qui s'en est ensuivie dans certaines régions du Sud de l'Asie ont entraîné une certaine confusion avec les espèces de Cupressus indigènes de ces régions ; souvent des plants vendus par les pépinières sous le nom d'espèces asiatiques, telles que Cupressus torulosa, se révèlent appartenir en réalité à cette espèce américaine.